# انیکو میهالیک
انیکو میهالیک (مجاری: Enikő Mihalik؛ زادهٔ ۱۱ مهٔ ۱۹۸۷) یک مانکن و هنرپیشه اهل مجارستان است.
پلی‌بوی او را به‌عنوان پلی‌میت ماهِ دسامبر ۲۰۱۶ خود انتخاب کرد.
از فیلم‌ها یا مجموعه‌های تلویزیونی که وی در آن‌ها نقش داشته‌است می‌توان به قمر مشتری اشاره نمود.